# Jovica Nikolić (Handballspieler)
Jovica Nikolić (* 18. November 2001 in Novi Sad) ist ein serbischer Handballspieler, der beim serbischen Erstligisten Vojvodina Novi Sad unter Vertrag steht und dort zumeist auf der Spielposition rechter Rückraumspieler eingesetzt wird.

## Karriere
Jovica Nikolić spielte bis zum Ende der Saison 2021/22 beim serbischen Verein Vojvodina Novi Sad, mit dem er 2018, 2019, 2021 und 2022 serbischer Meister sowie 2019, 2020 und 2021 serbischer Pokalsieger wurde. Zur Saison 2022/23 verpflichtete ihn der deutsche Bundesligist HSG Wetzlar. Im Februar 2024 kehrte er zu Vojvodina Novi Sad zurück. Mit Vojvodina gewann er 2024 die serbische Meisterschaft und 2025 den serbischen Pokal.